# Parafia Narodzenia Najświętszej Maryi Panny w Chodywańcach
Parafia Narodzenia Najświętszej Maryi Panny w Chodywańcach – parafia rzymskokatolicka znajdująca się w dekanacie Tarnoszyn, w diecezji zamojsko-lubaczowskiej. 
Parafia erygowana została 28 sierpnia 1425 roku dekretem biskupa chełmskiego Jana Biskupca.
Do parafii należą wierni z następujących miejscowości: Chodywańce, Jurów, Nowosiółki Kardynalskie, Plebanka, Żurawce-Osada
Do parafii należy 940 wiernych. 

## Duszpasterze
Wykaz proboszczów na podstawie strony parafii

- brak danych – 1690 ks. Jan Łowczowski
- 1690 – 1709 ks. Antoni Jakub Boczarski
- 1709 – 1712 ks. Józef Świtrzewski
- 1712 – 1738 ks. Stanisław Jan Zarzecki
- 1738 – 1739 ks. Maciej Giżycki
- 1739 – 1740 ks. Maciej Wierzeyski
- 1740 – 1747 ks. Kazimierz Zawadzki
- 1747 – 1784 brak danych
- 1784 – 1803 ks. Łukasz Miciurkowski
- 1803 – 1807 ks. Szymon Chudzikiewicz (zabity w nieznanych okolicznościach)
- 1807 – 1810 ks. Maciej Kaszyński
- 1810 – 1812 ks. Ignacy Brunon Uleniecki
- 1812 – 1817 ks. Stanisław Pogonowski
- 1817 – 1819 ks. Marcin Brzozowski
- 1819 – 1820 ks. Franciszek Chyliński
- 1820 – 1822 ks. Sylwester Pogonowski
- 1822 – 1823 ks. Ignacy Czechowicz
- 1823 – 1867 ks. Józef Krasuski
- 1867 – 1890 ks. Cyprian Garlicki (wywieziony z ludźmi na Syberię)
- 1890 – 1907 kościół zamknięty
- 1907 – 1911 ks. Józef Marczewski
- 1911 – 1914 ks. Antoni Kozyra
- 1914 – 1917 ks. Leon Dębicki
- 1917 – 1920 ks. Śliwiński
- 1920 – 1925 ks. Michał Pafla
- 1926 – 1927 ks. Wacław Chojecki
- 1927 – 1931 ks. Tadeusz Barwa
- 1931 – 1943 ks. Edward Gajewski (zginął w Dachau)
- 1934 – 1944 ks. Jakub Jachuła (zamordowany przez UPA)
- 1944 – 1946 ks. Józef Gonkowski (przeniesienie parafii do Jarczowa)
- 1946 – 1948 ks. Stanisław Rysz
- 1973 – 1983 ks. Bogumił Olejnik
- 1983 – 1986 ks. Edward Proc (budowniczy nowego kościoła)
- 1086 – 1991 ?
- 1991 – 1993 ks. Stefan Kuk[2]
- 1993 – 2002 ks. Stanisław Zarosa[2]
- 2022 – 2007 ks. Władysław Gudz[2]
- 2007 – 2011 ks. Grzegorz Hałas[2]
- 2011 – 2015 ks. Piotr Lenart[2]
- 2015 – ks. Gabriel Cisek[2]